# Rosanäbbad honungsfågel
Rosanäbbad honungsfågel (Acanthagenys rufogularis) är en fågel i familjen honungsfåglar inom ordningen tättingar, endemisk för Australien.

## Kännetecken

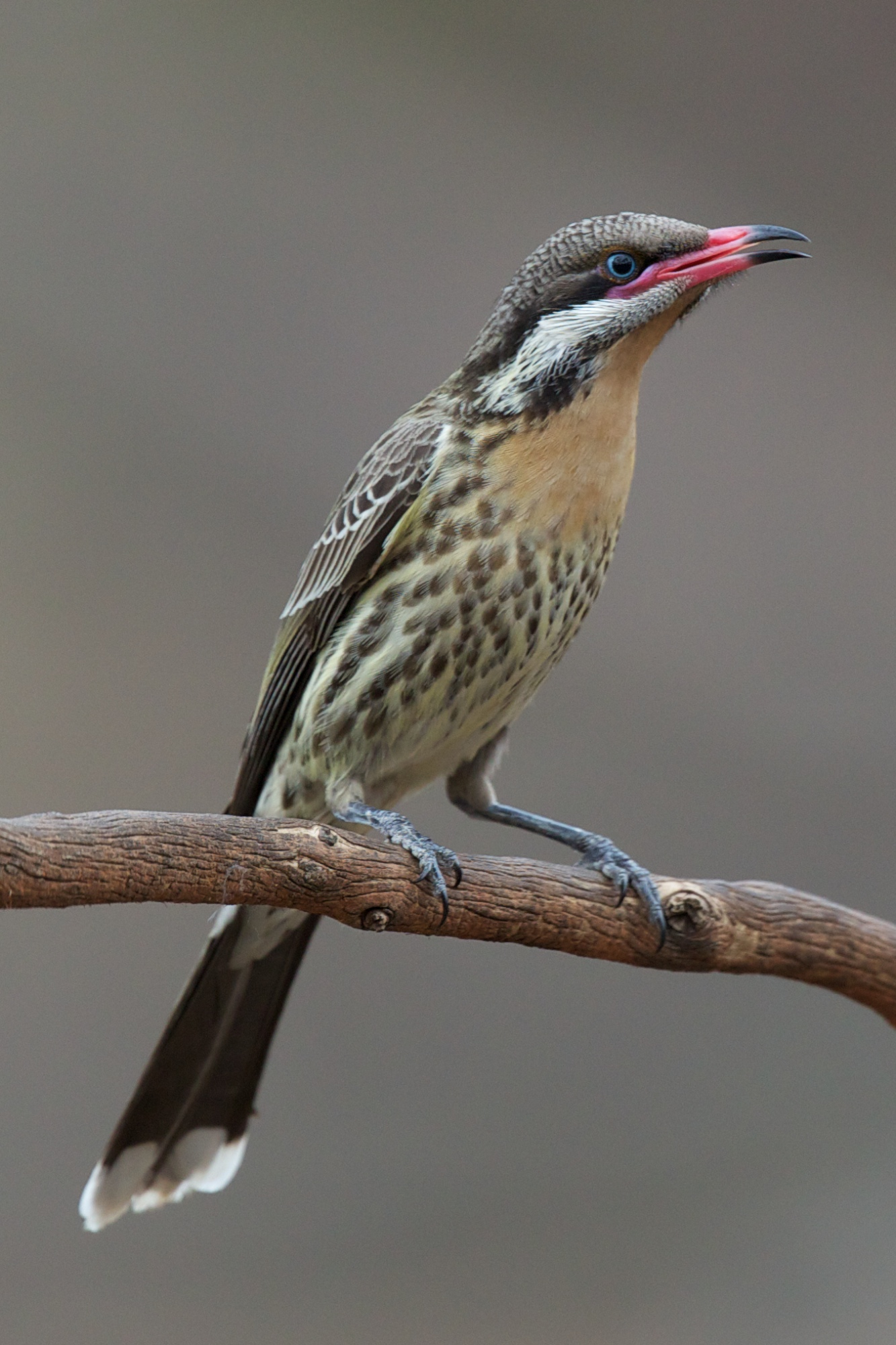

Den rosanäbbade honungsfågel är en medelstor honungsfågel, 22-27 centimete lång. Den har liksom sina närmaste släktingar i släktet Anthochaera (wattlebirds på engelska = flikfåglar) skinnflikar i örontrakten. På denna art är fliken begränsad till en förlängning av munnen. 
Näbben är som namnet avslöjar rosanäbbad, med svart spets. Kroppen är brunstreckad förutom den gulbruna strupen. Bakom näbb och under ögat finns en vitaktig, på ungfåglar gulfärgad, fläck av borstaktiga fjädrar, lite som en mustasch. I flykten syns blek övergump och vitspetsad stjärt tydligt.

## Utbredning och systematik
Rosanäbbad honungsfågel placeras som enda art i släktet Acanthagenys och behandlas som monotypisk, det vill säga att den inte delas in i några underarter. Arten förekommer i det inre av Australien till de södra och västra kusterna. Den är överallt nomadisk och i sydost möjligen flyttfågel.

## Ekologi
Rosanäbbad honungsfågel förekommer i vitt skilda torra miljöer, oftast med tät undervegetation. Den bygger ett slarvigt skålformat bo av gräs och löv i horisontella klykor i yttre lövsamlingar eller i klätterväxter.

## Status och hot
Arten har ett stort utbredningsområde och en stor population, men tros minska i antal, dock inte tillräckligt kraftigt för att den ska betraktas som hotad. Internationella naturvårdsunionen IUCN kategoriserar därför arten som livskraftig (LC). Världspopulationen har inte uppskattats, men den beskrivs som generellt vanlig.

## Namn
Fågeln har på svenska även kallats kindtofshonungsfågel.